# 2984 Chaucer
A 2984 Chaucer (ideiglenes jelöléssel 1981 YD) a Naprendszer kisbolygóövében található aszteroida. Edward L. G. Bowell fedezte fel 1981. december 30-án.